# Molly Hatchet
Molly Hatchet je americká southern rocková skupina založená v Jacksonville na Floridě v roce 1975. Skupinu založili Dave Hlubek a Steve Holland. V Česku hráli jednou 21. prosince 2010 v Retro Music Hall v Praze a dvakrát v roce 2011.

## Diskografie

### Studiová alba
| Rok  | album                          | US  | RIAA            |
| ---- | ------------------------------ | --- | --------------- |
| 1978 | Molly Hatchet                  | 64  | Platinum        |
| 1979 | Flirtin' with Disaster         | 19  | Double Platinum |
| 1980 | Beatin' the Odds               | 25  | Platinum        |
| 1981 | Take No Prisoners              | 36  | —               |
| 1983 | No Guts...No Glory             | 59  | —               |
| 1984 | The Deed Is Done               | 120 | —               |
| 1989 | Lightning Strikes Twice        | —   | —               |
| 1996 | Devil's Canyon                 | —   | —               |
| 1998 | Silent Reign of Heroes         | —   | —               |
| 2000 | Kingdom of XII                 | —   | —               |
| 2005 | Warriors of the Rainbow Bridge | —   | —               |
| 2008 | Southern Rock Masters          | —   | —               |
| 2010 | Justice                        | —   | —               |

### Živá alba
- Molly Hatchet Live E/P/A Series (1978)
- Double Trouble Live (1985) #130 US
- Live At The Agora Ballroom Atlanta Georgia (2000)
- Locked and Loaded (2003)
- Greatest Hits Live (2003)
- Live!: Extended Versions (2004)
- Flirtin' With Disaster Live (2007)

### Kompilace
- Beatin the Odds E/P/A Series (1980)
- Greatest Hits (1985) (Gold)
- Cut to the Bone (1995)
- Revisited (1996)
- Super Hits (1998)
- 25th Anniversary: Best of Re-Recorded (2004)

### Bootlegy
- Astral Game (1980)
- Gods and Knights (1984)
- Double Live (1985)